# Neuvain
Un neuvain est une strophe de neuf vers. Trop long et déséquilibré, il n'est présent dans la poésie française que dans les périodes de recherche formelle.
«Oui, nous triomphons!
Venez, sœurs et frères,
De cent points contraires;
Des lieux funéraires,
Des antres profonds.
L’enfer vous escorte ;
Venez en cohorte
Sur des chars qu’emporte
Le vol des griffons!»
(Victor Hugo, La ronde du Sabbat, ABBBACCCA)
Une forme particulière de neuvain est le muzain, présent dans l'œuvre du poète baroque Abraham de Vermeil.